# Na Cidade Vazia
Na Cidade Vazia és una pel·lícula luso-angolès del gènere drama, realitzat i escrit per Maria João Ganga en 2004. Fou guardonat amb el Prémio Nacional de Cultura e Artes de Angola.

## Argument
Un grup de nens refugiats de guerra, acompanyats per una monja, volen cap a Luanda. En arribar a l'aeroport, N'dala, un dels nens, s'escapa del grup per descobrir la ciutat. Mentre la monja el busca, N'dala explora la ciutat destruïda i fantasia amb la idea de tornar a casa i trobar-se amb els seus pares morts. En el crepuscle de la ciutat destruïda, en la qual les il·lusions revolucionàries s'han esvaït, les trobades són fascinants però perilloses. Joka, tan marginal com la ciutat, enganya a N'dala perquè l'ajudi en un robatori a canvi d'algunes monedes…

## Repartiment
- Júlia Botelho com a Rosita
- Ana Bustorff com a Nun
- Domingos Fernandes Fonseca com a Zé
- Roldan João com a N'dala
- Raúl Rosário com a Joka

## Premis
- Paris Film Festival, 2004
- Festival de Cinema Africà, Àsia, Amèrica Llatina de Milà, 2004
- Festival du Film de Femmes de Créteil, 2004
- Festival Vues d'Afrique, Montréal, 2004